# Pieve Emanuele
Pieve Emanuele é uma comuna italiana da região da Lombardia, província de Milão, com cerca de 16.596 habitantes. Estende-se por uma área de 13 km², tendo uma densidade populacional de 1277 hab/km².
Faz fronteira com Rozzano, Opera, Locate di Triulzi, Basiglio, Lacchiarella, Siziano (PV).

## Demografia
| Variação demográfica do município entre 1861 e 2011                               |
|                                                                                   |
| Fonte: Istituto Nazionale di Statistica (ISTAT) - Elaboração gráfica da Wikipedia |